# 포르넬리
포르넬리(이탈리아어: Fornelli)는 이탈리아 몰리세주 이세르니아도의 코무네다. 캄포바소로부터 서쪽 45km 이세르니아 서쪽 8km 거리에 있다.